# Ключ 141
Ключ 141 (трад. и упр. 虍) — ключ Канси со значением «тигр»; один из 29, состоящих из шести штрихов.
В словаре Канси есть 114 символ (из 49 030), которые можно найти c этим радикалом.

## История
Древняя идеограмма изображала тигра.
В сочетаниях с другими иероглифами часто образует идиоматические выражения, в которых «тигр» обозначает «опасность», «хищность».
В качестве ключевого знака используется довольно часто. Располагается в верхней части сложных иероглифов в виде 虎, только без «ножек» внизу.

Вид в Цзиньвэнь
Вид в Цзягувэнь
Вид в большой печати Чжуаньшу
Вид в малой печати Чжуаньшу

В словарях находится под номером 141.

## Примеры иероглифов
| Доп. штрихи | Иероглифы            |
| ----------- | -------------------- |
| 0           | 虍                   |
| 2           | 虎 虏                |
| 3           | 虐                   |
| 4           | 虑 虒 虓 虔          |
| 5           | 處 虖 虗 虘 虙 虚 彪 |
| 6           | 虛                   |
| 7           | 虜 虝 虞 號          |
| 8           | 虠 虡                |
| 9           | 虢 虣                |
| 10          | 虤 虥 虦             |
| 11          | 虧 虨                |
| 12          | 虩                   |
| 20          | 虪                   |

- Примечание: Ваш браузер может отображать иероглифы неправильно.